# Imre Steindl

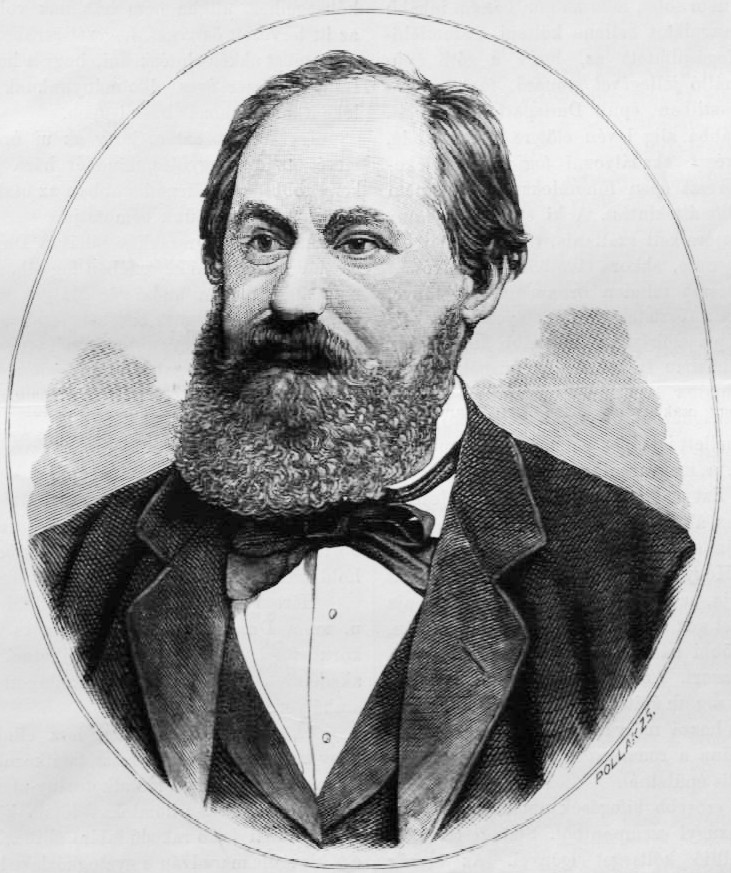
Steindl år 1884.

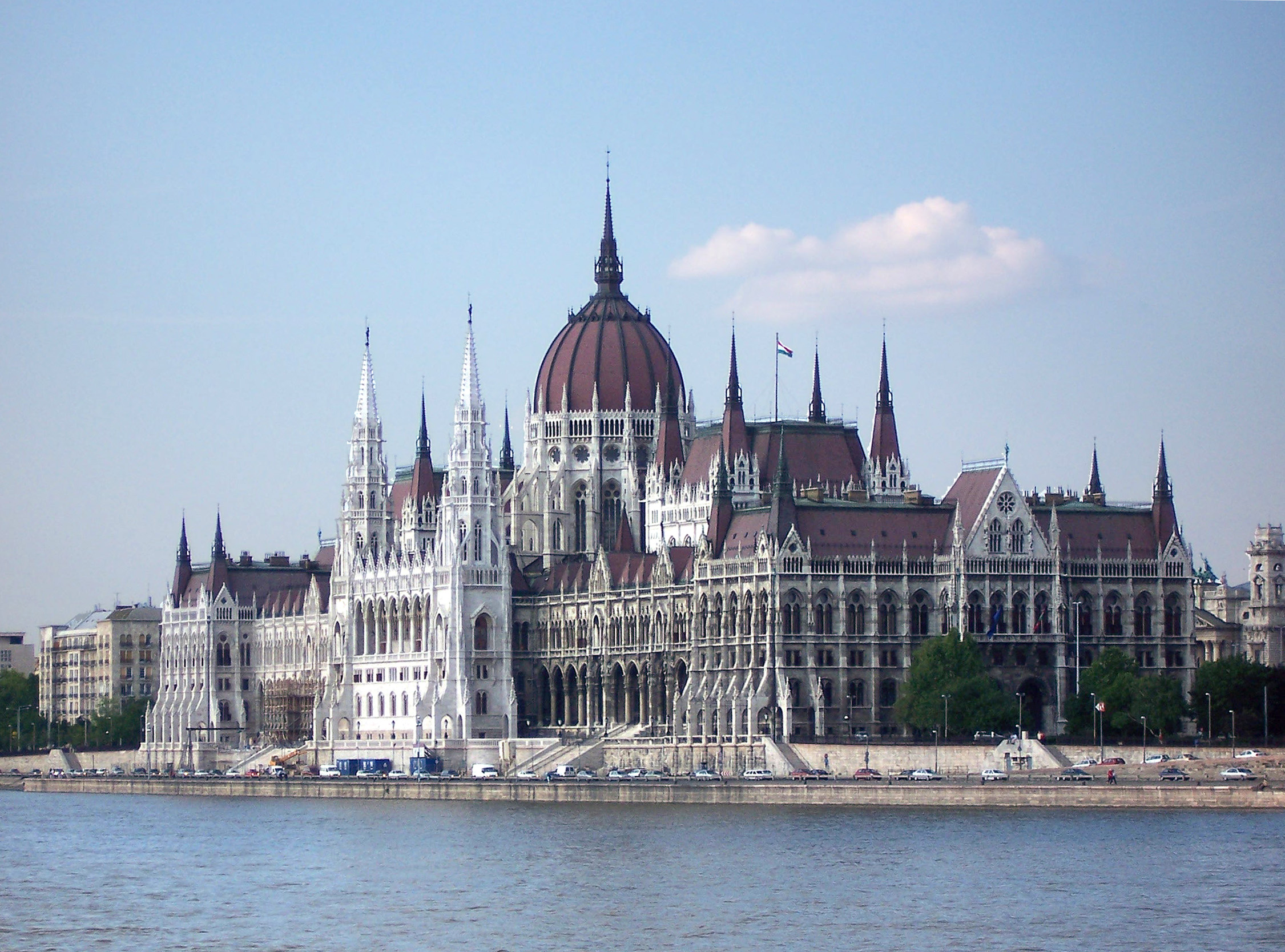
Parlamentshuset i Budapest

Imre Steindl, född 29 oktober 1839 i Pest, död 31 augusti 1902 i Budapest, var en ungersk arkitekt.
Steindl var lärjunge till Friedrich von Schmidt i Wien och byggde bland annat parlamentshuset i Budapest, uppfört 1883–1904 i nygotisk stil. 